# Großsteingräber bei Leitzkau
Die Großsteingräber bei Leitzkau waren zwei megalithische jungsteinzeitliche Grabanlagen bei Leitzkau, einem Ortsteil von Gommern im Landkreis Jerichower Land, Sachsen-Anhalt. Beide wurden wohl im 18. oder 19. Jahrhundert zerstört.

## Lage
Grab 1 befand sich in einem Wäldchen bei der auf Leitzkauer Gebiet liegenden Wüstung Silvitz. Grab 2 lag westlich der Ladeburgischen Windmühle.

## Forschungsgeschichte
Erstmals dokumentiert wurde eine der Anlagen (Nr. 1) von Justus Christianus Thorschmidt, Anfang des 18. Jahrhunderts Pastor in Plötzky bei Gommern. Seine Angaben übernahm Joachim Gottwalt Abel, der zwischen 1755 und 1806 Pastor in Möckern war. Durch eigene Nachforschungen konnte er ein weiteres Grab identifizieren. Grab 1 war zu dieser Zeit bereits verschwunden. Abel hinterließ über seine Forschungen nur handschriftliche Aufzeichnungen, die 1928 durch Ernst Herms publiziert wurden. Zur Zeit von Herms’ Untersuchungen war auch Grab 2 bereits vollständig abgetragen.

## Beschreibung

### Grab 1
Grab 1 besaß nach Thorschmidt einen „Steinkreis“ der einen Hügel umgab. Trotz dieser Bezeichnung dürfte es sich aber wohl um ein rechteckiges Hünenbett gehandelt haben, da Thorschmidt auch andere Anlagen als „Steinkreise“ bezeichnete, die eindeutig keine runde Form hatten, etwa das Grab Vehlitz 1.

### Grab 2
Grab 2 besaß ein nord-südlich orientiertes trapezförmiges oder dreieckiges Hünenbett, das sich nach Norden hin verjüngte. Bei Abels Untersuchung besaß es noch 18 Umfassungssteine: acht an der westlichen Langseite, sieben an der östlichen Langseite und drei an der südlichen Schmalseite. An der nördlichen Schmalseite waren keine Steine mehr vorhanden. Eine Grabkammer war nicht zu erkennen. Es dürfte sich daher bei der Anlage um ein kammerloses Hünenbett gehandelt haben.